# Дерезувате
Дерезува́те — село в Україні, у Синельниківському району Дніпропетровської області. Входить до складу Іларіонівської селищної громади. Населення за переписом 2001 року становить 772 особи. Колишній орган місцевого самоврядування - Дерезуватська сільська рада.

## Географія
Село Дерезувате знаходиться за 2 км від правого берега річки Татарка, за 2 км від сіл Широкосмоленка і Надеждівка. По селу протікає пересихаючий струмок з загатою. Через село проходить автомобільна дорога Т 0425.

## Історія
Село засноване запорізькими козаками в середині XVIII століття та відносилося до Самарської паланки Запорозької Січі.
19 липня 2020 року, в результаті адміністративно-територіальної реформи та ліквідації   Синельниківського (1923—2020) району, село увійшло до складу новоутвореного Синельниківського району.

## Населення

### Мова
Розподіл населення за рідною мовою за даними перепису 2001 року:

## Економіка
- ТОВ АФ «Степова».
- ТОВ «Степова-Агромех».

## Об'єкти соціальної сфери
- Школа.
- Будинок культури.